# محوطه بن قمر
محوطه بن قمر مربوط به دوره اشکانیان - دوره ساسانیان است و در شهرستان پل‌دختر، بخش معمولان، دهستان معمولان، ۲۵۰ متری جنوب روستای سر فراش واقع شده و این اثر در تاریخ ۲۲ آبان ۱۳۸۶ با شمارهٔ ثبت ۲۰۱۱۸ به‌عنوان یکی از آثار ملی ایران به ثبت رسیده است.